# Cyclocosmia johndenveri
Espèce
Cyclocosmia johndenveri est une espèce d'araignées mygalomorphes de la famille des Halonoproctidae.

## Distribution
Cette espèce est endémique de Virginie-Occidentale aux États-Unis,. Elle se rencontre dans le comté de Greenbrier sur la Droop Mountain.

## Description
La femelle holotype mesure 19,5 mm.

## Systématique et taxinomie
Cette espèce a été décrite par Sherwood, Warhol et Bianco en 2025.

## Étymologie
Cette espèce est nommée en l'honneur de John Denver. 

## Publication originale
- Sherwood, Warhol & Bianco, 2025 : « Country roads, take me home: Cyclocosmia johndenveri, a new species of trapdoor spider from the mountains of West Virginia (Araneae: Halonoproctidae). » Natura Somogyiensis, vol. 45, p. 27-39.